# いとうあさこ
いとう あさこ（1970年〈昭和45年〉6月10日 - ）は、日本の女性お笑いタレント（ピン芸人）、司会者、リポーター、女優。本名および旧芸名は、伊藤 麻子（読み同じ）。
東京都渋谷区出身、中野区在住。マセキ芸能社所属。雙葉小学校、雙葉中学校・高等学校、舞台芸術学院ミュージカル別科卒業。

## 略歴
1970年6月10日、兄と妹がいる3人兄妹の長女として誕生する。1997年4月、舞台芸術学院ミュージカル別科の同期生だった佐藤千亜紀とのお笑いコンビ「ネギねこ調査隊」として活動を開始。2001年には単独で『進ぬ!電波少年』の企画「電波少年的15少女漂流記」（最後は8少女漂流記）に参加した。仲間内では「おかん」と呼ばれ、信頼が厚かった。その後、最後までリタイヤしなかった8人でユニット「8/15」（エイト・パー・フィフティーン）を組み、久保田利伸プロデュースでCDを発売している。しかし、「15少女漂流記」での活動がもとで長期間コンビ活動ができなくなったことが決定打となり、2003年5月に解散。ピン芸人として活動を始める。当初は本名名義で活動していたが、「暗く固いイメージがある」という理由から、『エンタの神様』に出演する際にひらがな名義にした。この頃から徐々にネタ番組などに出演し始める。2003年11月から東京ケーブルネットワーク「あらぶんちょ！」に、他のマセキ芸人とともに出演し始める。長年、同番組放送エリアの文京・荒川・千代田区では多くの取材に出て視聴者にとってはなじみの顔になっていたため、売れた後もしばらくは3区内で取材していても町の人から驚かれることがなかった。雑誌『TOKYO (KANSAI) 一週間』の企画で『M-1グランプリ2007』に大輪教授と「いとう★教授」として出場し、3回戦まで進んだ。大輪はいとうが初めて共演した時に見て、この時は「強く惚れた」存在だったとのことで、その後も交流が続いている。
2008年からコメディ劇団「山田ジャパン」に参加。2009年6月4日放送の『ザ・イロモネア』の「ゴールドラッシュ」にて、1回の放送で3週勝ち抜き本選出場権を獲得。さらに、翌6月11日の放送では初出場で100万円を獲得した。2010年4月17日公開の映画『クレヨンしんちゃん 超時空!嵐を呼ぶオラの花嫁』にて、声優としてゲスト出演。以後、地上波テレビの出演が増える。2019年に、『24時間テレビ 「愛は地球を救う｣』42にて近藤春菜、よしこ、水卜麻美と共に24時間駅伝の選手に選ばれ、第4区走者（アンカー）を担当。両国国技館まで残りわずかな所で放送が終了したものの、42.195kmを無事完走した。『行列のできる法律相談所』放送前にゴールしたため、ゴールの瞬間は『行列-』内にてVTRで放送された。2022年、イッテQの企画「あさこのミステリーツアー」で、広島県と愛媛県を結ぶ瀬戸内しまなみ海道上にある「来島海峡大橋」の安全点検を実施するため、フルハーネス免許を取得。

## 芸風・持ちネタ
漫談が基本スタイル。異性関係の希薄さや金銭面の困窮など、自虐的なネタを好んで用いる。ネタの内容とは裏腹に、一貫して満面の笑みと快活な口調で進行するのが特徴。ライブではコスプレ1人コントや、物真似トークなども行う。例として「倖田來未の物真似でオヤジギャグを連発する」という持ちネタがあり、時折テレビ番組でも披露することがある。その際のキャッチフレーズは「ブスカワイイ」。
『エンタの神様』ではウクレレをつま弾きながら漫談を行う、独特のキャラクターで好評を得た。冒頭の自己紹介で「三十路と言う恐ろしい壁を越え早4年〜」と甚句調に述べた後、「同級生の子供が（当時）もう17歳」「同世代の親類で未婚者は自分だけ」「同い年は曙」と決め台詞を言うのが通例。
『とんねるずのみなさんのおかげでした』の「細かすぎて伝わらないモノマネ選手権」では、1980年代のアイドルなど（菊池桃子、荻野目洋子、BaBeの二階堂ゆかり、柏原よしえ）や、アイドルのバックダンサー（スクールメイツ、キャプテン、ジャPAニーズ、Dee-Dee）またはバックバンド（シブがき隊のバックバンド、シブ楽器隊）、「ヤヌスの鏡」のオープニングなどの物真似をしている。
レオタード姿で漫談を行うネタを愛用していた。新体操のリボン演技をしながら登場、「浅倉南、○○歳（現在の年齢）です」と述べた後、「筋肉痛の回復が遅くなった」「眼科医から老眼を疑われた」など自分の年齢をネタにした決め台詞を言う。現在のところあだち充に許可は取っていない。着用しているレオタードは、黒沢かずこから譲り受けたものである。なお、2年間も着続けたことにより汗が全体に染み込み、何度洗っても臭いが取れなくなってしまったと述べていた。

## 人物・エピソード

### 趣味・嗜好
- 小学生の頃はピンク・レディーに熱中[12]。また小学生の時から近藤真彦の大ファンで、部屋にポスターを貼りまくっていたという[9]。初恋の人が、『3年B組金八先生』の「星野清」であったと述べている[13]。
- 小学生の頃には『8時だョ!全員集合』の公開放送を、家の近所で行われた回を中心に度々観覧に行っていた[14]。
- 中学・高校時代は『スチュワーデス物語』のセリフは完コピしていた[15]。
- 高校生時代の部活は陸上同好会[16]。
- 無類の酒好きを自認しており、特に日本酒を好む[17]。「私はバカみたいにお酒を飲むから、そんなに長生きできないんじゃないか」と考えており、40歳の誕生日に2冊目の自叙伝『あさこ40歳。〜私、まだ生きてる!〜』を出版し、その翌日（2010年6月11日）に飲み屋で死ぬのが理想と語った[18]。
- 『しくじり先生 俺みたいになるな!!』に先生役として登場した際、最近になって始めた趣味として「自分の遺影の撮影」を挙げている。いとう本人の弁によれば、40代になっても未婚であることから孤独死に対する恐怖感を抱いたことがきっかけだという。しかしある時期を境に「自分の人生は幸福だったと死後に理解してもらえば良い」と割り切るようになり、定期的に遺影を撮るようになった。「自分が大切にしているものと一緒に写ること」を重要視しており、実際に遺影として撮影した例として日本酒の一升瓶を持った姿の写真を公開した[19]（同様のことを日刊大衆のインタビューでも話している[20]）。

### 家庭環境
- 実家が資産家[21]（父は銀行家の伊藤新造[22]）で、お屋敷風の家が実家と言われ玄関まで車で30分などと言われるが、実際は4歩で着く[23]。
- 雙葉学園には王貞治の娘がそれぞれいとうの2学年上、1学年上、1学年下に在籍していたため、小学校まで運動会には王が参加していて競技にも出場していた[24][25]。また、同級生に加藤裕子がいる。
- 尾崎豊に憧れて妹とともに家を出た[16][21][26]。
- 一人暮らしを始めてから始めたアルバイトは全日空ホテルのクロークルーム係（後にガーデンプール係に異動）。この間に短期アルバイトとして、両国国技館内でみつ豆部で働いていたこともあった[27]。
- 兄(杉男)と妹(晴子)がおり[28]、妹からは電話で泣きながら「お姉ちゃん、ごめんなさい。私結婚したい。もう（お姉ちゃんが結婚するまで）待てないの。」と言われた事がある[29]。兄は東京大学法学部卒業、野村證券勤務。

### 交友関係
- モエヤンの2人からは「あさこ姉さん」と呼ばれ慕われている。他の芸人にも呼ばれたり、ブログに書かれることが多く、姉御肌な性格が窺い知れる。また、モエヤンのオフィシャルブログで「レオタードの下は、実は井上和香さんばりの巨乳が隠されている」と隠れ巨乳であることが暴露されている[30]。後述の『はねるのトびら』に出演した際は「ここ（胸囲）1メートル（100cm）ある!」とも発言。 『ウチくる!?』では「FとGの間を行ったり来たりして、調子がいいとGになる」と明かしている[31]。

### 恋愛
- 初めて交際した男性は熱燗を飲んだ勢いで性行為をした人で、20歳の時だった。2人目の男性も赤ワインの勢いで交際し、3人目は芋焼酎だった[32]。
- 自身は駄目な男性とばかり交際してしまい、バブル期にもかかわらず仕事やアルバイトを掛け持ちし、朝から晩まで馬車馬の如く働き、全くバブルを感じなかったと語る。貢いだお金は1,200万円に及ぶ[33]。本人は2017年1月31日放送のEXD44で1,200万円と語っている[34]。

### 芸人としての評価
- R-1ぐらんぷりでは、2003年に初の準決勝進出。以後5回連続で準決勝まで進出していたが、2009年の回では2回戦（シード権を得ていたため、この回の初戦）出場時に、自己紹介をした後ネタを忘れ、もう一度舞台の出入口から出直してネタを一つやったところで制限時間の2分が終わり、結局この回はこの2回戦で敗退した[35]。そして翌2010年は初の決勝進出を果たし、その明るく自虐ネタをぶちまける芸風を伊東四朗から「いい!! 明るい!!」と高評価された。伊東からは、優勝したあべこうじに次ぐ2位評価の「92点」をつけられ、その他の審査員からも高評価を受けたが、板尾創路からは最低評価の「82点」をつけられ最終結果は5位だった。
- 詳しい時期は公表していないが、コンビを解散した後に『日立 世界・ふしぎ発見!』のミステリーハンター（女性リポーター）のオーディションに参加したことを明かしている[36]。応募した動機はいとうが番組のファンだったことや、応募資格に「笑顔が素敵な方」「ビキニの着用に抵抗が無い方」という項目があった事による。

### 健康問題
- 2022年8月10日、懸案だった左膝の手術を受け、同日の『大竹まこと ゴールデンラジオ!』（文化放送）を欠席[37]。16日に退院し、17日の放送で『ゴールデンラジオ!』に復帰した[38]。
- 日本テレビ『メレンゲの気持ち』の京都ロケの帰りの新幹線で、浴びる程お酒を飲んでいた。[39]
- 隠れ脳梗塞がある[40]。

## 出演

### テレビ番組

#### 現在の出演番組
レギュラー番組
- ヒルナンデス! （2011年3月28日 - 、日本テレビ） - 火曜日レギュラー
- 世界の果てまでイッテQ!（2016年3月27日 - 、日本テレビ） - レギュラー
- 上田と女が吠える夜 （2022年4月6日 - 、日本テレビ） - レギュラー
- トークィーンズ（2022年4月7日 - 、フジテレビ） - MC[注釈 6]

特別番組
- 土曜スペシャル「あさこ＆梨乃の5万円旅」（2019年5月11日 - 、テレビ東京）
- ヒロミ☆あさこの昭和平成懐かしのスターを直撃!令和のバカ売れ商品をお届けSP（2022年7月24日・11月13日、日本テレビ） - MC
- 秋山歌謡祭（2023年3月17日 - 、メーテレ）

#### 過去の出演番組
レギュラー番組
- あらぶんちょ！（2003年 - 2012年、東京ケーブルネットワーク）
- スター☆ドラフト会議（2011年4月12日 - 2013年3月5日、日本テレビ）
- PS三世（2013年4月7日 - 2015年3月29日、中京テレビ）
- 美の国のお茶会（2014年4月3日 - 9月25日、テレビ東京）
- ご対面バラエティー 7時にあいましょう（2016年4月25日 - 12月19日、TBSテレビ）
- よくばりアリス （2017年1月20日 - 2019年9月13日、広島テレビ） - MC
  - よくばりアリス外伝「いとうあさこの復活レストラン」（2020年1月4日、広島テレビ） - MC
- 世界入りにくい居酒屋（2014年 - 2018年、NHK BSプレミアム） - MC
- にじいろジーン（2016年1月9日 - 2020年3月28日、関西テレビ） - 「にじにろミラクルチェンジ」内「ママありがとう！シングルマザーが大変身」レポーター担当 [41]
- チャント!（2019年4月1日 - 9月23日、CBCテレビ） - リポーター
- メレンゲの気持ち（2011年10月1日[42] - 2021年3月27日[43]、日本テレビ） - サブ司会
- すイエんサー（2018年4月3日 - 2023年3月27日、NHK Eテレ） -  MC[44]

特別番組
- ヒロミ☆あさこの通販プライスバトル（2018年8月4日、日本テレビ） -  MC
- ヒロミ☆あさこの芸能人神ギフトGP（2018年11月24日、日本テレビ） -  MC
- ヒロミ☆あさこの大家族にバカ売れグッズ贈ったらメチャメチャ喜びましたSP（2019年7月13日・11月16日・2020年7月18日・11月14日・2021年7月17日・11月7日、日本テレビ） -  MC
- 気になる1位サンの日常（テレビ東京、2020年12月21日・2021年3月24日） - MC
- 人生がテストだったら…これ絶対出るから!本当にあったジージとバーバのスゲー話（2022年1月3日、BSテレ東） - MC

クイズ番組
- ネプリーグ (2010年2月22日、フジテレビ)

### テレビドラマ
- 名探偵コナン工藤新一への挑戦状〜さよならまでの序章(プロローグ)〜（2006年10月2日、読売テレビ） - 記者 役
- 名古屋行き最終列車 第3弾 第5夜（2015年2月6日、メ～テレ） - 雪野静子 役
- 容疑者は8人の人気芸人（2015年4月18日、フジテレビ） - 本人 役
- 東京タラレバ娘 第4話（2017年2月8日、日本テレビ） - 占い師 役
- 警視庁・捜査一課長 season3 第1話（2018年4月12日、テレビ朝日） - バーブ凛子 役[45]
- 何かおかしい 2 第1話（2023年4月5日、テレビ東京） - 本人 役[46]
- 半熟ファミリア 最終話（2023年6月26日、BS松竹東急） - 小泉冴子 役[47]

### 配信ドラマ
- 逃亡料理人ワタナベ（2019年3月23日 - 5月25日、ひかりTV） - 未来 役[48]
- モモウメ（2021年9月10日 -  11月19日、Hulu） - りんごさん 役

### テレビアニメ
- MIX（2019年5月11日 - 、読売テレビ・日本テレビ系列）[49] - 女学生、水泳部員、通行人、ボウリング客、水着女子D（毎話ゲスト出演）

### ラジオ番組

#### 現在のレギュラー番組
- 大竹まこと ゴールデンラジオ!（2009年10月7日 - 、文化放送） - 水曜「大竹サテライト」リポーター
- ラジオのあさこ（2018年4月7日 - 、文化放送） - メインパーソナリティー
- あさこ・佳代子の大人なラジオ女子会（2021年10月30日 - 、NHKラジオ第1）[注釈 7][50]

#### 過去のレギュラー番組
- 辻よしなり ラジオグラフィティ（文化放送）
- 寺ちゃんの飛び出せ!ハッピータウン（文化放送）
- THE SHOOTING HITS（NACK5）
- いとうあさこの「はっぴいParty」（レインボータウンFM）
- 爆笑問題の日曜サンデー（2009年10月18日・11月15日・12月13日、TBSラジオ） - 週末版TBSラジオショッピング
- DJ Tomoaki's Radio Show!（2009年11月12日、下北FM）
- いとうあさこのオールナイトニッポンR（2010年1月8日、ニッポン放送）
- 飛べサル名曲商店街（吉田照美 飛べ!サルバドール 金曜日内 2015年6月5日 - 26日、文化放送）

### 映画
- GIRL'S LIFE TOKYO NOIR（2004年、中村愛美編） - ヘルス嬢 役
- ピーナッツ（2006年） - 金融会社の事務OL 役
- サブイボマスク（2016年） - 早苗 役[51]
- 鈴木さん（2022年） - 主演・よしこ 役[52]

### 劇場アニメ
- クレヨンしんちゃん 超時空!嵐を呼ぶオラの花嫁（2010年） - 花嫁（希望）軍団Fあさこ 役
- 怪盗グルーのミニオン大脱走（2017年） - ヴァレリー 役（吹き替え）[53]

### CM
- オークローンマーケティング（ショップジャパン）「ヒルズダイエット パステルゼリー」（2010年）
- キング観光（2010年4月 - ）
- アイフル 「物忘れ」篇（2012年4月 - ）
- グリコ乳業 「朝食プロバイオティクスヨーグルトBifix」（2013年4月 - ）
- サントリーフーズ「BOSS」（2015年）[54]
- 花王「バブ」（2016年）[55]
- 伊藤ハム「朝のフレッシュロースハム」（2017年 - ）[56]

### 演劇
- MasekiShuffleKeyperson 第一回公演 「銀座cafe太子堂」（2007年5月、エコー劇場） - さおり（cafeのマスターの彼女） 役
- 山田ジャパン旗揚げ公演 「ゲーセン下ル」（作・演出 山田能龍、2008年6月、小劇場楽園） - 恵美ちゃん（ヒモに貢ぐキャバクラ嬢） 役
- MasekiShuffleKeyperson 第二回公演「ボンチピープル」（2008年11月、シアターモリエール） - さおり（前のcafeから居酒屋に来た女） 役
- 笹塚演劇王決定戦〜短編演劇オムニバスコンテスト 山田ジャパン「都合のいい場所」（作・演出 山田能龍、2009年2月、笹塚ファクトリー） - クミ（老け顔女子高生） 役
- 山田ジャパン第3回公演「海を渡れ!元通りを目指して!」（作・演出 山田能龍、2009年5月、下北沢「劇」小劇場） - 紀子38歳（不倫） 役
- 山田ジャパン第4回公演「八つ当たりに丁度いい顔」（作・演出 山田能龍、2009年10月、新宿TinyAlice） - バスタブ婦人 役
- 山田ジャパン第5回公演「ソリティアが無くなったらこの世は終わり」（作・演出 山田能龍、2010年3月、新宿サンモールスタジオ） - 死にかけママ 役
- 山田ジャパン第6回公演「あそび」（作・演出 山田能龍、2010年7月、新宿サンモールスタジオ） - レーサーさやか 役
- 山田ジャパン第7回公演「2WEEK コンタクト〜まだ使えると思ふ〜」（作・演出 山田能龍、2010年10月、新宿サンモールスタジオ） - ゆかり（主人公鳥子の隣人） 役
- 山田ジャパン第8回公演「『いいえ、ヴィンテージです』」（作・演出 山田能龍、2011年4月、新宿サンモールスタジオ・下北沢駅前劇場） - 斉藤真佐子（悲しいほどに居残る女） 役
- 山田ジャパン第9回公演「淵の字になって寝る」（作・演出 山田能龍、2011年9月、新宿サンモールスタジオ） - ゆきえ（情緒の不安定が凄い母） 役
- 山田ジャパン第10回公演「盗聴少年」（作・演出 山田能龍、2012年4月、赤坂 RED/THEATER・梅田 HEP HALL） - 蒲生すずえ（主人公まなぶの母） 役
- 山田ジャパン『海を渡れ！元通りを目指して！〈冥〉』（作・演出 山田能龍、2012年11月、中野 Hope）
- 山田ジャパン『HEY！ポール！』（作・演出 山田能龍、2013年6月、シアターサンモール） - その子役（ポールダンサー）
- 山田ジャパン『ブルーギルの計画』（作・演出 山田能龍、2013年11月、ABCホール・大和田伝承ホール） - 辻本役（弁護士）
- 山田ジャパン『記者倶楽部』（作・演出 山田能龍、2014年4月、赤坂RED/THEATER・ABCホール） - 美津子役（清掃婦）
- 山田ジャパン『焼けクソの二度焼き〜もういちど、引く程の高温で焼いてみよう〜』（作・演出 山田能龍、2014年10月、新宿ゴールデン街劇場） - 山口五月役（小学校校長）
- 山田ジャパン『大渋滞』（作・演出 山田能龍、2015年5月、赤坂RED/THEATER） - 高木役
- 山田ジャパン『矢と豆〜 Like a Star,new-one 〜』（作・演出 山田能龍、2015年11月、アトリエファンファーレ高円寺） - 紀子役
- 女々『ドブ恋in下北』（作・演出 金沢知樹、2016年8月、小劇場B1）
- 山田ジャパン『ソリティアが無くなったらこの世は終わり』（作・演出 山田能龍、2016年5月、CBGKシブゲキ!!） - 前田満知子役（主人公前やんの母）
- 山田ジャパン『とのまわり』（作・演出 山田能龍、2017年2月、アトリエファンファーレ東新宿） - 菊池加奈子役
- 山田ジャパン『欲浅物語』（作・演出 山田能龍、2017年10月-11月、CBGKシブゲキ!!） - 浅越素子役
- 山田ジャパン『愛称→蔑称』（作・演出 山田能龍、2024年3月、六行会ホール）[57]
- 山田ジャパン『大渋滞 2024』（作・演出 山田能龍、2024年9月、赤坂RED/THEATER）[58]
- 山田ジャパン『ドラマプランニング』（作・演出 山田能龍、2025年9月-10月5日、本多劇場）[59]

### PV
- twill 「close to you」（2010年、NAYUTAWAVE RECORDS） - CDジャケットにも起用
- MISIA 「幸せをフォーエバー」（2013年、Sony Music） - 久子の幼馴染：瑞希 役

## 出版

### 単著
- 『あさこ40歳。~私、生きてる!~』（2010年6月11日、講談社）ISBN 978-4062163590
- 『居酒屋あさこ 待たせずおいしいおつまみレシピ72』（2013年5月2日、小学館）ISBN 978-4091022929
- 『あぁ、だから一人はいやなんだ。』（2017年6月19日、幻冬舎）ISBN 978-4344031241
  - 文庫版（2021年6月10日、幻冬舎文庫）ISBN 978-4-344-43089-1

### 共著
- 浜裕子『ほめられレシピとおもてなしのレッスン』（2016年4月13日、KADOKAWA）ISBN 978-4046015303

### WEB連載
- あぁ、だから一人はいやなんだ。（幻冬舎plus）